# Узя (приток Белой)
Узя  (Ужа) (баш. Ужа) — река в России, протекает по территории Кугарчинского района Республики Башкортостан. Устье реки находится в 922 км по левому берегу реки Белой. Длина реки — 19 км.

## Данные водного реестра
По данным государственного водного реестра России относится к Камскому бассейновому округу, водохозяйственный участок реки — Белая от Юмагузинского гидроузла до города Салавата, без реки Нугуш (от истока до Нугушского гидроузла), речной подбассейн реки — Белая. Речной бассейн реки — Кама.